# Prémio Pulitzer de Escrita Especial
O Prémio Pulitzer de Escrita Especial é um dos catorze Prémios Pulitzer que são entregues anualmente na área do Jornalismo. Tem sido atribuído desde 1979 a um exemplo notável de escrita especial que se destaque pela elevada qualidade literária e originalidade.
Os finalistas têm sido anunciados desde 1980, geralmente dois para além do vencedor.

## Vencedores e justificações
Nos seus primeiros 35 anos até 2013, o Pulitzer de Escrita Especial foi entregue 34 vezes; não foi entregue em 2004 e 2014, e nunca foi partilhado. Gene Weingarten venceu sozinho duas vezes, em 2008 e 2010.
- 1979: Jon D. Franklin, Baltimore Evening Sun, por 'O Monstro da Sra. Kelly', "um relato de neurocirurgia."
- 1980: Madeleine Blais, Miami Herald, "por 'A Última Batalha de Zepp.'"
- 1981: Teresa Carpenter, Village Voice, "pelo seu relato da morte da actriz-modelo Dorothy Stratten."  (Inicialmente o prémio nesta categoria foi atribuído a Janet Cooke do The Washington Post, mas foi revogado depois de ter sido revelado que a sua história vencedora sobre um viciado em heroína de 8 anos tinha sido inventada.)
- 1982: Saul Pett, Associated Press, "por um artigo sobre a burocracia federal."
- 1983: Nan C. Robertson, The New York Times, "pelo seu relato memorável e detalhado medicamente sobre a sua luta contra o síndrome do choque tóxico."
- 1984: Peter Mark Rinearson, The Seattle Times, "por 'Pondo-o a Voar,' o seu relato de 29.000 palavras sobre o desenvolvimento, fabricação e marketing do novo avião comercial a jacto Boeing 757.
- 1985: Alice Steinbach, The Baltimore Sun, "pelo seu relato do mundo de um rapaz cego, 'Um Rapaz com Visão Invulgar.'"
- 1986: John Camp, St. Paul Pioneer Press and Dispatch, "pela sua série de cinco anos que examinou a vida de uma família agrícola Norte-americana enfrentado a pior crise agrícola dos EUA desde a Depressão."
- 1987: Steve Twomey, The Philadelphia Inquirer, "pelo seu perfil iluminador da vida a bordo de um porta-aviões."
- 1988: Jacqui Banaszynski, St. Paul Pioneer Press and Dispatch, "pela sua série comovente sobre a vida e morte de uma vítima de SIDA/AIDS numa comunidade rural agrícola."
- 1989: David Zucchino, The Philadelphia Inquirer, "pela sua série ricamente comovente, 'Ser Negro na América do Sul.'"
- 1990: Dave Curtin, Colorado Springs Gazette Telegraph, "por um relato emocionante sobre a luta de uma família para recuperar depois de os seus membros terem ficado severamente queimados numa explosão que destruiu o seu lar."
- 1991: Sheryl James, St. Petersburg Times, "por uma série comovente sobre uma mãe que abandonou o seu filho recém-nascido e como isso afectou a sua vida e a dos outros."
- 1992: Howell Raines, The New York Times, "por 'O Presente de Grady,' um relato da amizade de infância do escritor com os empregados de limpeza negros da sua família e as lições douradoras da sua relação."
- 1993: George Lardner Jr., The Washington Post, "pela sua análise inflexível do assassinato da sua filha por um homem violento que se tinha escapado através do sistema de justiça criminal."
- 1994: Isabel Wilkerson, The New York Times, "pelo seu perfil de um aluno do quarto ano do Lado Sul de Chicago e pelas duas histórias reportando as cheias do Midwest de 1993."
- 1995: Ron Suskind, The Wall Street Journal, "pelas suas histórias sobre estudantes de honra do centro da cidade de Washington, D.C., e a sua determinação em sobreviver e prosperar." Estes artigos tornar-se-iam mais tarde no seu primeiro livro "Uma Esperança no Invisível"
- 1996: Rick Bragg, The New York Times, "pela susas histórias elegantemente escritas sobre os EUA contemporâneos."
- 1997: Lisa Pollak, The Baltimore Sun, "pelo seu retrato comovente de um árbitro de basebol que suportou a morte de um filho enquanto sabia que o outro filho sofria da mesma doença genética mortal."
- 1998: Thomas French, St. Petersburg Times, "pelo seu retrato narrativo detalhado e apaixonante de um assassinato de uma mulher e as suas duas filhas numas férias na Flórida, e a investigação de três anos que levou aos seus assassinos."
- 1999: Angelo B. Henderson, The Wall Street Journal, "pelo seu retrato de um farmacêutico que é levado à violência pelos seus encontros com o assalto armado, ilustrando os últimos efeitos do crime."
- 2000: J.R. Moehringer, Los Angeles Times, "pelo seu retrato de Gee's Bend, uma comunidade isolada de rio no Alabama onde muitos descendentes de escravos vivem, e como a proposta de um ferry até ao continente mudaria a comunidade."
- 2001: Tom Hallman, Jr., The Oregonian (Portland, Oregon), "pelo seu retrato mordaz de um rapaz desfigurado de 14 anos que é escolhido para uma cirurgia com risco de vida numa esforço de melhorar o seu aspecto."
- 2002: Barry Siegel, Los Angeles Times, "pelo seu retrato humano e assustador de um homem julgado por negligência na morte do seu filho, e o juiz  que ouviu o caso."
- 2003: Sonia Nazario, Los Angeles Times, "por 'A Viagem de Enrique,' a sua história comovente, exaustivamente reportada da busca de um rapaz hondurenho pela sua mãe que tinha emigrado para os Estados Unidos."
- 2004: não foi entregue o prémio
- 2005: Julia Keller do Chicago Tribune, "pelo seu relato emocionante, meticulosamente reconstruído do tornado mortal de 10 segundos que rasgou Utica, Ill."
- 2006: Jim Sheeler do Rocky Mountain News, "pela sua história mordaz sobre um major da Marinha que ajuda as famílias de camaradas mortos no Iraque a lidar com a sua perda e a honrar o seu sacrifício."
- 2007: Andrea Elliott do The New York Times, por 'Série Muçulmanos nos EUA,' "o seu retrato íntimo, ricamente texturizado de um imame imigrante lutando para encontrar o seu caminho e servir os seus fiéis  nos Estados Unidos."
- 2008: Gene Weingarten do The Washington Post, por 'Pérolas antes do Pequeno-Almoço,' "as suas crónicas sobre um violinista de classe mundial que, como experiência, tocou música linda numa estação de metro cheia de passageiros desatentos."
- 2009: Lane DeGregory do St. Petersburg Times, por 'Uma Rapariga na Janela' "a sua história comovente, ricamente detalhada de uma menina negligenciada, encontrada num quarto infestado de baratas, incapaz de falar ou alimentar-se, que tinha sido adoptada por uma nova família dedicada à sua educação."
- 2010: Gene Weingarten do The Washington Post, por 'Distração Fatal: Esquecer uma criança no banco traseiro de um carro é um erro horrível. É um Crime?,' "a sua história assustadora sobre pais, a partir de diferentes esferas da vida, que acidentalmente matam os seus filhos por esquecimento destes nos carros."
- 2011: Amy Ellis Nutt do Newark Star-Ledger, por 'O Naufrágio do Lady Mary,' "a sua história profunda de investigação do afundamento misterioso de um barco de pesca comercial no Oceano Atlântico que afogou seis homens."
- 2012: Eli Sanders do The Stranger (Seattle) por 'A Mulher Mais Corajosa de Seattle,' "a sua história assustadora de uma mulher que sobreviveu a uma ataque brutal que roubou a vida do seu companheiro."
- 2013: John Branch do The New York Times, por 'Queda de Neve', uma "narrativa evocativa sobre esquiadores mortos numa avalanche e a ciência  que explica estes desastres" e a integração de elementos multimédia.
- 2014: não foi entregue o prémio
- 2015: Diana Marcum do Los Angeles Times "pela sua correspondência no Central Valley da Caluifórnia oferecendo retratos matizados das vidas afectadas pela seca no estado, dando uma perspectiva empática e original à história."[2]
- 2016: Kathryn Schulz do The New Yorker por The Really Big One, "uma narrativa científica elegante sobre a rutura da linha de falha de Cascadia, uma obra-prima de reportagem e escrita ambiental."[3]